# Open d'Autriche de tennis de table
L'Open d'Autriche ITTF est une étape du Pro-tour de tennis de table. Cette compétition est organisée par la fédération internationale de tennis de table.
Le vainqueur de l'édition 2008, qui s'est déroulée à Salzbourg, est l'allemand Timo Boll, qui s'incline lors de la finale 2010 devant le portugais Tiago Apolónia.

## Palmarès

### Senior
| année | simple messieurs | double messieurs                   | simple dames       | double dames                   | double mixte                    |
| ----- | ---------------- | ---------------------------------- | ------------------ | ------------------------------ | ------------------------------- |
| 1997  | Zoran Primorac   | Vladimir Samsonov/ Jörg Roßkopf    | Tian-Zorner Jing   | Lee Eun Sil/Ryu Ji Hae         |                                 |
| 1999  | Kong Linghui     | Kong Linghui/Liu Guoliang          | Gotsch-He Qianhong | Li Ju/Wang Nan                 |                                 |
| 2002  | Timo Boll        | Leung Chu Yan/Cheung Yuk           | Li Nan             | Guo Yue/Fan Ying               |                                 |
| 2004  | Timo Boll        | Ko Lai Chak/Li Ching               | Niu Jianfeng       | Cao Zhen/Li Xiaoxia            |                                 |
| 2007  | Chen Qi          | Gao Ning/Yang Zi (en)              | Zhang Yining       | Ai Fukuhara/Sayaka Hirano      |                                 |
| 2008  | Timo Boll        | Autriche                           | Li Qian            | Hongrie                        |                                 |
| 2010  | Tiago Apolonia   | Jiang Tianyi/Tang Peng             | Guo Yue            | Guo Yue/Li Xiaoxia             |                                 |
| 2011  | Ma Long          | Ma Long/Wang Hao                   | Ding Ning          | Ding Ning/Li Xiaoxia           |                                 |
| 2013  | Fang Bo          | Hao Shuai/Zhang Jike               | Ding Ning          | Ding Ning/Li Xiaoxia           |                                 |
| 2015  | Jun Mizutani     | Jang Woo-jin / Lee Sang-su         | Han Ying           | Petrissa Solja / Shan Xiaona   |                                 |
| 2016  | Kenta Matsudaira | Patrick Franziska / Jonathan Groth | Mima Ito           | Hitomi Sato / Honoka Hashimoto |                                 |
| 2017  | Lin Gaoyuan      | Koki Niwa / Jin Ueda               | Wang Manyu         | Chen Xingtong / Sun Yingsha    |                                 |
| 2018  | Liang Jingkun    | Masatako Morizono / Yuya Oshima    | Chen Meng          | Hina Hayata / Mima Ito         | Xu Xin / Liu Shiwen             |
| 2019  | Fan Zhendong     | Liang Jingkun / Lin Gaoyuan        | Mima Ito           | Miyuu Kihara / Miyu Nagasaki   | Tomokazu Harimoto / Hina Hayata |

### Moins de 21 ans
| année | simple messieurs | simple dames     |
| ----- | ---------------- | ---------------- |
| 2007  | Andrej Gaćina    | Feng Tianwei     |
| 2010  | Kenji Matsudaira | Yang Wu          |
| 2011  | Chen Chien-An    | Yang Ha-eun      |
| 2013  | Maharu Yoshimura | Shiho Matsudaira |
| 2015  | Zhai Yujia       | Shao Jieni       |
| 2016  | Park Gan-hyeon   | Sakura Mori      |
| 2017  | Xue Fei          | Zhang Rui        |